# Dora Núñez Dávila
Dora Isadora Núñez Dávila (Arequipa, 4 de abril de 1943) es una abogada y política peruana. Fue congresista de la república por Arequipa durante el periodo 2001-2006.

## Biografía
Nació en la ciudad de Arequipa, el 4 de abril de 1943.
Estudió la carrera de Derecho en la Universidad Nacional de San Agustín. También estudió Enfermería en la Escuela Superior de Enfermería durante 1962 hasta 1964.
Ha ocupado el cargo de subsecretaria general y secretaria de Defensa del Centro Unión de Trabajadores del ex Instituto Peruano de Seguridad Social, además fue presidenta de la Asociación de Enfermeras del ex Hospital Regional del Sur.

## Carrera política
Fue militante del partido Frente Independiente Moralizador donde se desempeñó como secretaria general en la sede de Arequipa y se inició en la política como candidata al Congreso de la República en las elecciones parlamentarias del año 2000, sin embargo, no resultó elegida.

### Congresista de la República
En las elecciones parlamentarias del 2001, Núñez postuló por segunda vez al Congreso de la República por el Frente Independiente Moralizador representando a su natal Arequipa. Finalmente logró ser elegida como congresista de la república, con 26,638 votos, para el periodo parlamentario 2001-2006.
Durante su gestión parlamentaria, Núñez impulsó la promulgación de 90 leyes entre las que se destaca esencialmente la defensa de los Derechos Humanos. Entre ellas estuvieron la Ley del Refugiado, la Resolución legislativa que aprueba la adhesión del Perú a la Convención sobre la Imprescriptibilidad de los Crímenes de Guerra y los Crímenes de Lesa Humanidad, la Ley del trabajo de la enfermera y la ley de los trabajadores del hogar. También se caracterizó por su defensa a los jubilados de la Ley 19990 de la Oficina de Normalización Previsional (ONP).
Formó también en la comisión interrogatoria a Vladimiro Montesinos por sus vínculos con el expresidente Alberto Fujimori. También formuló la denuncia contra Fujimori por el caso de esterilizaciones forzadas.
En 2004, Núñez renunció al Frente Independiente Moralizador tras varias discrepancias y luego se afilió a la bancada de Unión Parlamentaria Descentralista (UDP) como miembro del partido Somos Perú.
Culminando su gestión, Núñez intentó su reelección al Congreso de la República en las elecciones parlamentarias del 2006 por el Frente de Centro, sin embargo, no resultó reelegida. De igual manera en las elecciones parlamentarias del 2011 por el partido Cambio Radical liderado por José Barba Caballero.